# Santa Caterina dello Ionio
Santa Caterina dello Ionio község (comune) Olaszország Calabria régiójában, Catanzaro megyében.

## Fekvése
A település a Jón-tenger partján fekszik, a megye déli részén. Határai: Badolato, Brognaturo és Guardavalle.

## Története
A települést a 11. század elején alapították a szaracén támadások elől menekülő calabriai lakosok. 1060-ban a normann Szicíliai Királyság része lett, majd a 13. századtól kezdődően nemesi birtok. 1807-ben nyerte el   önállóságát, amikor a Nápolyi Királyságban felszámolták a feudalizmust.

## Népessége
A népesség számának alakulása:

## Főbb látnivalói
- az 1596-ban épült San Pantaleone-templom
- a 18. századi Immacolata Concezione-templom
- a 17. századi Madonna della Neve-templom
- az 1580-ban épült kapucinus San Francesco-kolostor